# Ruine Burg Stein

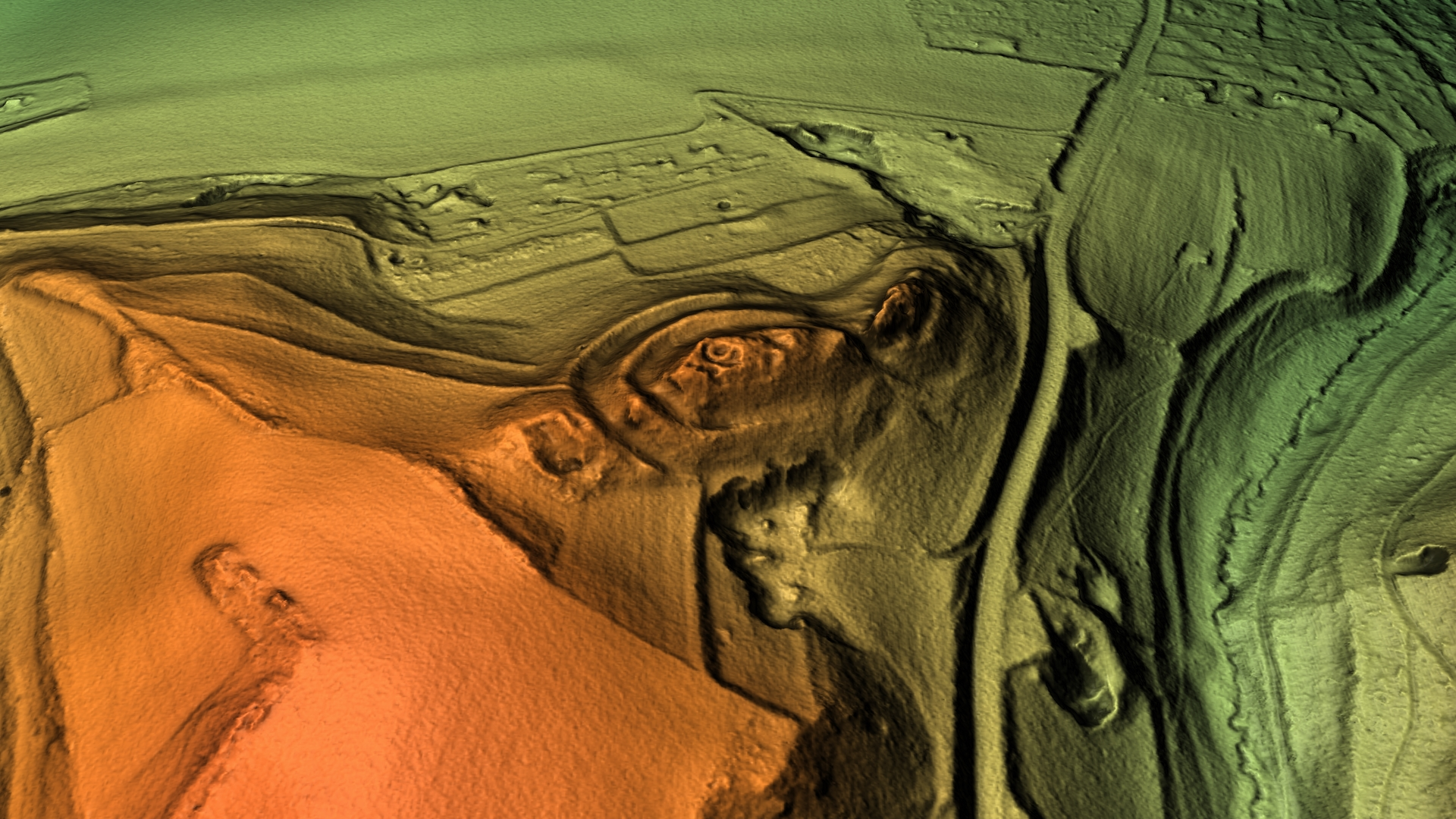
3D-Ansicht des digitalen Geländemodells

Die Burgruine Stein ist der mittelalterliche Burgstall einer Höhenburg unbekannter ständischer Zuordnung bei Pößneck im Stadtgebiet von Ranis im Saale-Orla-Kreis in Thüringen.

## Lage
Die Ruine Burg Stein liegt an der Flurgrenze von Ranis und Pößneck und beherrschte durch ihre Lage den Verkehr auf der Raniser Straße (heute Kreisstraße K 516), etwa 250 m südlich der Pößnecker Stadtgrenze auf dem nach Nordosten orientierten Geländesporn des Berges Kochberg in einer Höhe von etwa 340 m ü. NN.

## Geschichte
Herren vom Stein wurden im Orlagau 1169 erstmals erwähnt. Im Jahre 1274 erbte Graf Heinrich von Schwarzburg-Blankenburg das "Schloss Stein" von seinem Vater Günther VII. Die Burg wurde 1323 vom König Ludwig dem Bayern an die Grafen von Schwarzburg-Blankenburg übergeben. Die Geschichte des „castrums zu dem Steine“ bleibt nach dieser Nennung unklar, vermutlich wurde die Befestigungsanlage um 1345 im Thüringer Grafenkrieg so stark zerstört, dass auf den Wiederaufbau verzichtet wurde. Eine Nachricht von 1361 erwähnt das (vorläufige ?) Ende der Burg, die als zerbrochen (im Sinne von zerstört) gemeldet wurde. Im Jahre 1693 ließ Christoph Adam von Breitenbauch die Ruine abreißen und mit ihren Steinen das Schloss Brandenstein wieder aufbauen.

## Heutige Nutzung
Die mittelalterliche Burgstelle ist ein Zeugnis der Regionalgeschichte und wurde deshalb bereits in den 1930er Jahren unter Denkmalschutz gestellt, um den Befundzusammenhang des Bodendenkmals zu erhalten. Der Ort befindet sich unter Wald und wird unter Auflagen forstwirtschaftlich genutzt.

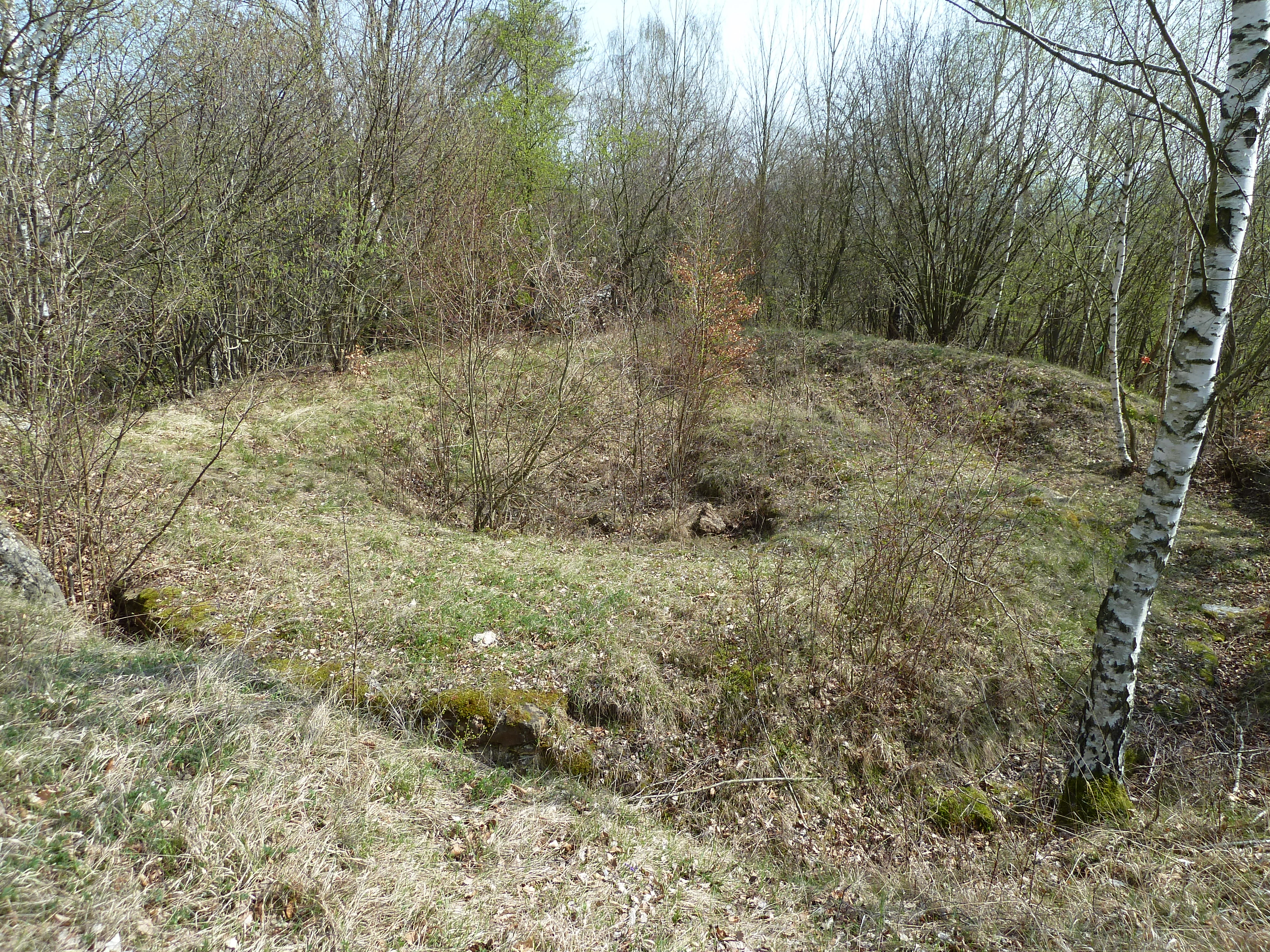
Überwachsene Grundmauern eines Turmes der Ruine Burg Stein bei Ranis

## Beschreibung
Vergleichend erwähnt Werner Radig 1951, dass die kleine Kernburg von Stein bei Ranis durch zwei tiefe Gräben geschützt wurde.
Die Höhenburganlage wurde in den 1960er Jahren von Mitarbeitern des Thüringer Museums für Ur- und Frühgeschichte in Weimar untersucht. Bei der archäologischen Grabung konnten Fundamente eines runden Turmes von 10 m Durchmesser belegt werden, die Mauerstärke beträgt 3,4 m. Ein zweiter Turm ist durch örtliche Überlieferung bekannt aber noch nicht belegt. Die Burg war auf einem schmalen, durch Gräben und Erdwälle gesicherten felsigen Bergsporn und natürlichen Steilhängen gesichert. Eine Besonderheit stellt die Einbeziehung von natürlichen Hohlräumen in der Burgfläche dar, sie konnten als Lagerräume genutzt werden. Scherbenreste konnten aus zwei Nutzungsperioden geborgen werden, deren ältere mit der schriftlichen Überlieferung übereinstimmt. Möglicherweise erfuhr der geschützte Platz später nochmals Bedeutung als Unterschlupf von Straßenräubern.